# Espergærde (stacja kolejowa)
Espergærde (duń. Espergærde Station) – stacja kolejowa w miejscowości Espergærde, w Regionie Stołecznym, w Danii. Znajduje się na linii Kystbanen, 40 km od Kopenhagi.
Obsługiwana jest przez pociągi regionalne. 

## Linie kolejowe
- Kystbanen